# كأس نيوزيلندا 1982
كأس نيوزيلندا 1982 (بالإنجليزية: 1982 Chatham Cup)‏ هو موسم من كأس نيوزيلندا. فاز فيه نادي يونيفرستي ماونت ولينغتون.